# Sânmartinu Sârbesc, Timiș
Sânmartinu Sârbesc ( maghiară Szerbszentmárton, sârbă Српски Семартон sau Српски Свети Мартон/Srpski Semarton sau Srpski Sveti Marton) este un sat în comuna Peciu Nou din județul Timiș, Banat, România.

## Localizare
Sânmartinul Sârbesc se situează în sud-vestul județului Timiș, la circa 28 km sud vest de municipiul Timișoara. Este traversat de pârâul Bega Mică.

## Istorie

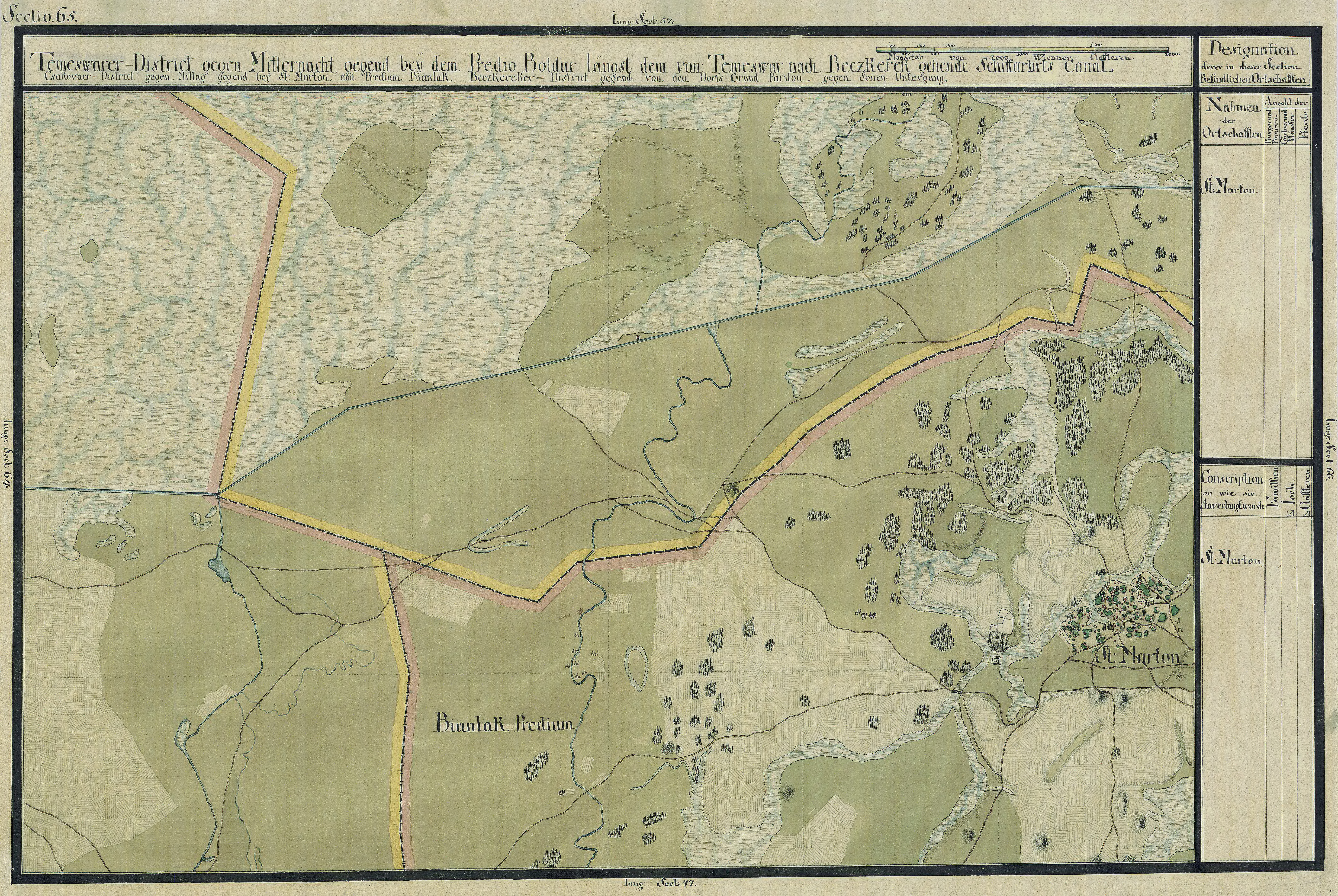
Sânmartinu Sârbesc în Harta Iosefină a Banatului, 1769-72

Prima menționare documentară a satului datează din 1333, atunci când este amintit ca sacerdos de Sancto Martinoși având preoți valahi. Localitatea a devenit sârbească un secol mai târziu. După ce turcii au pustiit localitatea, aici s-au așezat sârbi. Sârbi bosniaci s-au stabilit aici începând cu 1415-1416, astfel că, spre sfârșitul secolului XV, localitatea devenise majoritar sârbească. La conscripția din 1717 apre cu numele de St. Martin, avea 26 de case și aparținea districtului Ciacova. Pe harta contelui Mercy apare în cadrul districtului Becicherecului. În 1779 se alipește de județul Torontal.
În prezent localitatea continuă să fie majoritar sârbească, însă se află într-un proces de îmbătrânire, cumulat cu o creștere continuă a populației de români.

## Personalități locale
- Jiva Mișcovici (15 iunie 1914 - 7 noiembrie 2004), poet.
- Iova Beliaț (26 aprilie 1922 - 6 ianuarie 1958), poet, prozator, ziarist
- Gioca Jupanski (21 aprilie 1932), poet, prozator.
- Iovan Ciolacovic (20 mai 1935 - 1980), poet, prozator.
- Gioca Mirianici (18 noiembrie 1937 - 2001), poet.
- Stevan Bugarski (25 septembrie 1939), prozator, monograf, îngrijitor de ediții, folclorist, traducător.
- Draga Mirianici (7 aprilie 1940), poet.
- Srboliub Mișcovici (25 octombrie 1945), prozator.